# Eu sunt Cuba!
Eu sunt Cuba!, grafiat în acel timp Eu sînt Cuba! (în spaniolă Soy Cuba, în rusă Я Куба, transliterat: Ia Kuba) este un film dramă antologie din 1964 regizat de Mihail Kalatozov la studioul Mosfilm ca o coproducție internațională între Uniunea Sovietică și Cuba. Filmul nu a fost bine primit nici de publicul rus și nici de publicul cubanez și a fost aproape complet uitat până când a fost redescoperit de cineaști din Statele Unite ale Americii treizeci de ani mai târziu.

## Distribuție
- Sergio Corrieri – Alberto
- Salvador Wood –
- José Gallardo – Pedro
- Raúl García – Enrique
- Luz María Collazo – Maria / Betty
- Jean Bouise – Jim (în versiunea cubaneză) (menționat Jean Bouisse)
- Alberto Morgan – Angel
- Celia Rodriguez – Gloria (în versiunea cubaneză) (menționată Zilia Rodríguez)
- Fausto Mirabal –

## Lansare
A fost lansat în anul 1964 și a avut parte de succes comercial, fiind vizionat de 5,4 milioane de spectatori în cinematografele din Uniunea Sovietică.